# Pavel Karlovics Rennenkampf
Pavel Karlovics Rennenkampf (vagy Paul von Rennenkampf)  (Павел Карлович фон Ренненкампф)  (Konuvere, Orosz Birodalom, 1854. április 17. – Taganrog, Szovjet-Oroszország, 1918. április 1.) orosz lovassági tábornok, aki több mint 40 évig (többek között az első világháború idején) szolgált a cári orosz hadseregben.

## Életrajz
Rennenkampf balti németek leszármazottja volt, és 1854-ben született Konuverében, Észtországban. 19 évesen csatlakozott a cári hadsereghez és elvégezte a helsinki Junker Gyalogsági Iskolát. Katonai karrierjét az 5. litván ulánus ezrednél kezdte. 1882-ben osztályelsőként végzett a szentpétervári Nyikolajevszkij Katonai Akadémián. 1884-ig a 14. hadtest kötelékébe tartozott, 1886-ig a Varsói, majd a Kazanyi Katonai Körzetben szolgált. Ezután 1888 márciusától a doni kozákok főhadiszállásán kapott beosztást, 1889 októberétől a 2. hadtest törzstisztje volt, 1890 márciusától pedig az osowieci erőd törzsfőnöke. Még ebben az évben előléptették ezredessé. 1899 novemberétől a Bajkálontúli Körzet törzsfőnöke volt, és előléptették vezérőrnaggyá.
Az 1900–01-es bokszerlázadás alatt négy gyalogzászlóalj, és két lovas üteg parancsnoka volt, és ő foglalta el Csicsihaert és Kirint Mandzsúriában, ezzel megakadályozta, hogy a bokszerek Harbint és a kínai keleti vasútvonalat fenyegessék. E hadjárat alatt kitüntették a Szent György-rend 4. és 3. fokozatával is, kiemelkedő katonai teljesítményért.
A lázadás után Rennenkampfnak parancsnoki beosztást ajánlottak fel a cári gárdában, de a cár meglepetésére visszautasította a parancsnoki beosztást. Ezután az 1. önálló lovasdandár parancsnokává nevezték ki. Ebben a beosztásban maradt 1904-ig.
1904 februárjában, az orosz–japán háború kitörése után a Bajkálontúli Kozákhadosztály parancsnokává nevezték ki. 1904-ben előléptették altábornaggyá, és még ebben a hónapban megsebesült, és kórházban maradt a liaojangi csata idején. Egy hadosztály méretű alakulat parancsnoka volt a shahói csatában, és egy hadtest méretű alakulaté a mukdeni csata idején. Mukdennél egy sor vereség után felváltotta Mihail Alekszejev vezérőrnagyot az orosz balszárny élén, és sikerült stabilizálnia a helyzetet. A mukdeni csata után azonban Szamszonov tábornok azzal vádolta őt, hogy nem támogatta őt a harctevékenység közben, és a két tábornok összeverekedett.
Az orosz–japán háború után részben helyreállította a reputációját, azzal, hogy a forradalmárok ellen fellépett Szibériában. A Csita Köztársaság leverése után 1910 decemberében előléptették lovassági tábornokká. 1912-től a Vilnai Katonai Körzet törzsfőnöke volt.
Az első világháború kezdetén a kelet-poroszországi invázió során az északkeleti irányból előrenyomuló 1. hadsereg parancsnokává nevezték ki. A tannenbergi csata idején végzett tevékenysége, különösen az, hogy nem működött együtt Szamszonov 2. (vagy Varsói) hadseregével, sok kritikát váltott ki a szektor parancsnokából, Zsilinszkij tábornokból, és a főparancsnokság néhány tagja megkísérelte a leváltatását.
Az augusztus közepén a gumbinneni csatában elért részleges siker után a Mazuri-tavak mellett még abban a hónapban elszenvedett vereség kikényszerítette az oroszok visszavonulását Kelet-Poroszországból. A visszavonulás során megfelelően vezette csapatait, ügyesen dobta át a szükségnek megfelelően hadosztályait bármelyik szárnyára. 1914 novemberében, a łódźi csatában elszenvedett vereség a leváltásához, valamint a tehetségtelenség, sőt (a származása miatt) az árulás vádjához vezetett. 1915. október 6-án benyújtotta lemondását. Az 1917-es februári forradalom után az Ideiglenes Kormány bebörtönözte a petrográdi Péter–Pál-erődbe, és az első világháború kezdetétől bűnös tevékenységgel vádolták, többek között sikkasztással és rossz vezetéssel.
Az októberi forradalom után szabadlábra helyezték és Taganrog városába költözött, az Azovi-tenger partján, ahol Manduszakisz álnéven élt, és azt állította, görög állampolgár. 1918. március 16-án azonban a bolsevikok leleplezték. Ezután megkörnyékezték és parancsnoki beosztást ajánlottak fel neki a Vörös Hadseregben. Elutasította az ajánlatot, röviddel ezután letartóztatták, és 1918. április 1-jén kivégezték Vlagyimir Antonov-Ovszejenko személyes utasítására.
Azok a műtárgyak, amelyeket a bokszerlázadás alatt szerzett, jelenleg a taganrogi Alferaki Palotában vannak kiállítva.

## Fordítás
- Ez a szócikk részben vagy egészben  a   Paul von Rennenkampf című angol Wikipédia-szócikk ezen változatának fordításán alapul.  Az eredeti cikk szerkesztőit annak laptörténete sorolja fel. Ez a jelzés csupán a megfogalmazás eredetét és a szerzői jogokat jelzi, nem szolgál a cikkben szereplő információk forrásmegjelöléseként.

## Külső hivatkozások
- életrajz (russojapanesewar.com)
- Ki kicsoda: Rennenkampf